# Gelisol

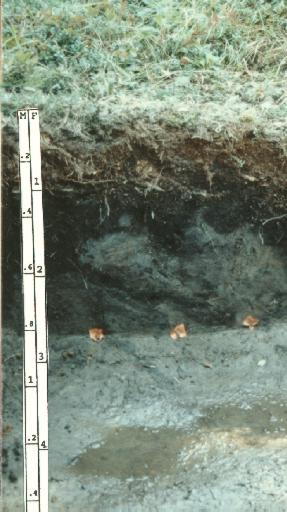
Perfil d'un gelisol

Els gelisols són un tipus de sòl, dins la classificació de sòls de l'USDA, (Classificació dels sòls del Departament d'Agricultura dels Estats Units) que s'ha format en climes molt freds i que contenen permagel dins dels dos metres de la superfície del sòl. La paraula gelisol prové del llatí gelare (gelar) fent referència al procés de crioturbació que ocorre per l'alternació de congelació i fosa de característica dels gelisols.
En la classificació Base de Referència Mundial pels Recursos del Sòl els gelisols reben el nom de criosols.
Estructuralment els gelisols no tenen horitzó B en el perfil del sòl i el seu horitzó A es troba dins el permagel. Molts sòls d'aquest tipus són de color negre o marró fosc perquè s'acumula matèria orgànica del sòl en la capa superior. No són gairefèrtils perquè els nutrients com el calci i potassi són fàcilment lixiviats. Són sòla amb dificultats per construir estructures com edificis perquè presenten subsidència a l'estiu.
Els gelisols es troben principalment a Sibèria, Alaska i el Canadà. Als Andes n'hi ha uns pocs principalment a la intersecció entre Xile, Bolívia i Argentina, Tibet, nord d'Escandinàvia i les parts no cobertes pel gel de Groenlàndia i l'Antàrtida. Els gelisols fòssils es coneixen des del Precambrià fa uns 900 milions d'anys.